# Chris Kontos
Chris Kontos es un batería chipriota conocido por haber pertenecido a la banda de groove metal Machine Head en el momento de la publicación del disco Burn My Eyes. Poco después de grabar este trabajo dejó la banda para tocar con grupos como Konkhra, Testament, Exodus o Verbal Abuse. Actualmente es miembro del grupo de thrash metal Sangre Eterna y del grupo de stoner rock Spiralarms.
- Datos: Q281400